# Komuna e Pultit
Komuna e Pultit är en kommun i Albanien.   Den ligger i prefekturen Qarku i Shkodrës, i den norra delen av landet, 100 km norr om huvudstaden Tirana.
I omgivningarna runt Komuna e Pultit växer i huvudsak blandskog.  Runt Komuna e Pultit är det ganska tätbefolkat, med 96 invånare per kvadratkilometer.